# UFC 189
UFC 189: Mendes vs. McGregor（ユーエフシー・ワンエイティナイン：メンデス・バーサス・マクレガー）は、アメリカ合衆国の総合格闘技団体「UFC」の大会の一つ。2015年7月11日、ネバダ州ラスベガスのMGMグランド・ガーデン・アリーナで開催された。

## 大会概要
「UFCインターナショナル・ファイトウィーク」の初日として開催された本大会では、コナー・マクレガーとチャド・メンデスによるUFC世界フェザー級暫定王座決定戦、王者のロビー・ローラーと挑戦者のローリー・マクドナルドによるUFC世界ウェルター級タイトルマッチが組まれた。
本大会は「UFC 189ワールドツアー」と題して、世界10都市で記者会見を行う大規模なプロモーションツアーが開催された。
入場収益720万ドルはアメリカで開催された総合格闘技大会の新記録となった。

## 試合結果

### アーリープレリム
第1試合 ライト級ワンマッチ 5分3R
○  コーディ・フィスター vs.  ヨスデニス・セデーニョ ×
3R終了 判定3-0（29-28、29-28、29-28）
第2試合 フライ級ワンマッチ 5分3R
○  ルイス・スモルカ vs.  ニール・シーリー ×
3R終了 判定3-0（30-27、30-27、30-27）

### プレリミナリーカード
第3試合 バンタム級ワンマッチ 5分3R
○  コーディ・ガーブラント vs.  エンリー・ブリオネス ×
3R終了 判定3-0（30-27、30-27、30-27）
第4試合 ウェルター級ワンマッチ 5分3R
○  ジョン・ハワード vs.  カハル・ペンドレッド ×
3R終了 判定2-1（29-28、28-29、29-28）
第5試合 ウェルター級ワンマッチ 5分3R
○  アレックス・ガルシア vs.  マイク・スウィック ×
3R終了 判定3-0（29-28、30-27、30-27）
第6試合 ウェルター級ワンマッチ 5分3R
○  マット・ブラウン vs.  ティム・ミーンズ ×
1R 4:44 ギロチンチョーク

### メインカード
第7試合 バンタム級ワンマッチ 5分3R
○  トーマス・アルメイダ vs.  ブラッド・ピケット ×
2R 0:29 KO（左跳び膝蹴り）
第8試合 ウェルター級ワンマッチ 5分3R
○  グンナー・ネルソン vs.  ブランドン・ザッチ ×
1R 2:54 リアネイキドチョーク
第9試合 67.8kg契約ワンマッチ 5分3R
○  ジェレミー・スティーブンス vs.  デニス・バミューデス ×
3R 0:32 TKO（右跳び膝蹴り→パウンド）
※スティーブンスの体重超過によりフェザー級から変更。
第10試合 UFC世界ウェルター級タイトルマッチ 5分5R
○  ロビー・ローラー vs.  ローリー・マクドナルド ×
5R 1:00 TKO（左ストレート→パウンド）
※ローラーが初防衛に成功。
第11試合 UFC世界フェザー級暫定王座決定戦 5分5R
○  コナー・マクレガー vs.  チャド・メンデス ×
2R 4:57 TKO（左ストレート→パウンド）
※マクレガーが王座獲得に成功。

### 各賞
ファイト・オブ・ザ・ナイト： ロビー・ローラー vs. ローリー・マクドナルド
パフォーマンス・オブ・ザ・ナイト： コナー・マクレガー、トーマス・アルメイダ
各選手にはボーナスとして5万ドルが授与された。

### カード変更
負傷などによるカードの変更は以下の通り。
- ブランドン・ザッチ → カハル・ペンドレッド（第4試合）

- ネイト・ディアス → ティム・ミーンズ（第6試合）

- ジョン・ハザウェイ → ブランドン・ザッチ（第8試合）

- ジョゼ・アルド → チャド・メンデス（第11試合）

- ジェイク・エレンバーガー vs. スティーブン・トンプソン → The Ultimate Fighter 21 Finaleに移動